# Borki (Sokołów)
Pour les articles homonymes, voir Borki.
Borki  [ˈbɔrki] est un village polonais de la gmina de Sterdyń dans le powiat de Sokołów et dans la voïvodie de Mazovie, au centre-est de la Pologne.